# Stadio del salto di Alpensia
Lo stadio del salto di Alpensia (평창알펜시아스키점프센터?) è un impianto sportivo dotato di trampolini per il salto con gli sci e situato nella stazione sciistica di Alpensia, nel comune di Daegwallyeong, nella contea di Pyeongchang, in Corea del Sud.

## Storia
Il trampolino venne aperto nel 2009. In seguito ha ospitato  alcune gare della Coppa Continentale di salto con gli sci nel 2009 e 2011, della Coppa del Mondo di salto con gli sci 2017 e della Coppa del Mondo di combinata nordica 2017.
Nel febbraio 2018, l'impianto ha ospitato le gare di combinata nordica e salto con gli sci dei XXIII Giochi olimpici invernali Pyeongchang 2018. Inoltre, era inizialmente previsto che la parte sottostante il trampolino ospitasse le cerimonie di apertura e di chiusura, ma in seguito si è deciso che sarà utilizzata una struttura temporanea da 35 000 posti.

## Caratteristiche
Il punto K del trampolino lungo HS140 è a 125 metri, mentre il punto K del trampolino normale HS109 è a 98 metri. La struttura può ospitare fino a 13 500 persone, di cui 11 000 sedute e 2 500 in piedi, ed è dotata di un impianto di illuminazione artificiale per permettere di disputare le gare anche in notturna.